# Modello di Giacoletto
Il modello di Giacoletto, chiamato così perché proposto per la prima volta dall'ingegnere Lawrence Joseph Giacoletto nel 1969, è un modello del circuito di piccolo segnale per un transistor BJT alle alte frequenze.
Vengono implementate due capacità parassite date dagli effetti di svuotamento e diffusione del transistor: Cμ tra base e collettore, Cπ tra base ed emettitore.
L'effetto dei condensatori è quindi quello non solo di avere una retroazione tra collettore e base, ma di apportare un polo e uno zero nella funzione di trasferimento hfe(S), quindi una diminuzione dell'amplificazione alle alte frequenze.
Il circuito è facilmente studiabile applicando il teorema di Miller, per cui Zf=Zcμ : Zf’=Cμ(1-k) e Zf” trascurabile, con k amplificazione del BJT.
Lo zero è individuabile alla frequenza f=gm/(2π*Cμ).
Il polo invece è ricavabile mediante la resistenza equivalente vista ai capi del condensatore parallelo tra Cμ’ e Cπ: Req=Rs||(rπ + (1+hfe)Re), con Rs resistenza d’ingresso alla base, Re resistenza di emettitore, rπ invece è la resistenza in base nel modello di piccolo segnale.